# Жертвы научной фантастики
«Жертвы научной фантастики» — четвёртый студийный и седьмой в общей хронологии альбом группы «Тайм-Аут». Альбом записан и сведён на студии «Лига» с 17 марта по 3 апреля 1997 года. Релиз состоялся 25 апреля 1997 года.
Художественное оформление и фотографии — Александр Медведев и Эркин Тузмухамедов.

## Список композиций
| №   | Название                                             | Авторы                    |
| --- | ---------------------------------------------------- | ------------------------- |
| 1.  | Океан                                                | П. Молчанов               |
| 2.  | Альпинист-водолаз                                    | А. Минаев                 |
| 3.  | Жертвы научной фантастики                            | С. Степанов               |
| 4.  | Осень                                                | А. Минаев                 |
| 5.  | Мрачная песня                                        | П. Молчанов               |
| 6.  | Предательская песня                                  | А. Минаев                 |
| 7.  | Человек-амфибия                                      | А. Минаев                 |
| 8.  | Буратино                                             | А. Рыбников / Ю. Энтин    |
| 9.  | Стих про дятла                                       | А. Минаев                 |
| 10. | Незваный гость                                       | А. Минаев                 |
| 11. | Ода мне                                              | А. Минаев                 |
| 12. | Как прожить без зла                                  | П. Молчанов               |
| 13. | Желтые рыббы                                         | А. Минаев                 |
| 14. | Песня про навоз                                      | П. Молчанов               |
| 15. | Яблочко                                              | Народный матросский танец |
| 16. | Пиэса для акустической гитары с нейлоновыми струнами | П. Молчанов               |

## Состав
Приводится дословное цитирование с буклета альбома.
- Павел Молчанов (Торвлобнор Петрович Пуздой) — вокал, акустические гитары «Epiphone Ice», «Morris», бас-гитара, балалайка, клавиши «Ensonic TS 10», «Hammond Organ», жёлтая пластмассовая дудка;
- Александр Минаев (Акакий Назарыч Зирнбирнштейн) — вокал, акустическая гитара, cowbell, бас-гитара «Ibanez Blazer Bass Series Custom Made», «Russtone Special For Minayeff»;
- Сергей Степанов (Гагей Гагеич Сикорский-Конченый) — вокал, гитары «Fender Stratocaster», «Fender Electronic-acoustic», тамбурин, балалайка;
- Андрей Родин (Архимандрей Кислородин) — барабаны «Tama Starseries», бэк-вокал, перкуссия;
- Роберт Редникин (Мольберт Ред-Ни-Кинг) — советы в студии и звук на концертах;
- Роман Шалуновский — кино- и видеосъемки;
- Эркин Тузмухамедов (Хоттаб Петрович Эркинтуз) — директор начальства, исполнительный продюсер;
- Сергей Гнеушев, Сергей Мантров — звукорежиссёры;
- Ансамбль мотологической музыки Тайм-Аут — продюсеры;
- Сергей Годунов — исполнительный продюсер;
- Александр Медведев — мастеринг;